# Tereška
La Tereška (in russo Терешка?; conosciuta anche come Bol'šaja Tereška, grande Tereška) è un fiume della Russia europea sud-orientale, affluente di destra del Volga. Scorre nei rajon Nikolaevskij, Starokulatkinskij, Radiščevskij dell'oblast' di Ul'janovsk e nei rajon Chvalynskij, Vol'skij, Voskresenskij dell'oblast' di Saratov.
Ha origine dal versante orientale delle alture del Volga, scorrendo dapprima con direzione orientale, per curvare poi verso sudovest mantenendo successivamente percorso parallelo a quello del Volga; sfocia nel Volga in corrispondenza del bacino di Volgograd, 45 chilometri a monte di Saratov, vicino al villaggio di Usovka (a 1 023 km dalla foce del Volga). La portata media annua è di 17,5 m³/s a 46 km dalla foce. La lunghezza del fiume è di 273 km, il bacino idrografico di 9 680 km².
Nel tratto superiore e medio il fiume è stretto (10-12 metri) e veloce. Più vicino alla foce si avverte il ristagno del bacino sul Volga, il fiume forma numerose baie e canali, la corrente diventa impercettibile, la larghezza del fiume aumenta fino a 80-100 metri, con una profondità di circa 0,5 metri. Il regime del fiume è caratteristico dei corsi d'acqua di queste zone semiaride: gelato all'incirca da fine novembre - inizio dicembre fino a fine marzo - primi di aprile, ha il massimo annuo di portata nella stagione primaverile e un minimo annuo molto accentuato in estate, conseguenza del caldo e dell'aridità.
Non incontra centri urbani di rilievo in tutto il suo corso.